# Todd Martin
Todd Martin (8. července 1970 Hinsdale, Illinois) je bývalý americký profesionální tenista. Ve své kariéře hrál dvakrát ve finále grandslamových turnajů ve dvouhře, na Australian Open roce 1994 a na US Open 1999. V žebříčku ATP dvouher byl nejvýš v září 1999 na 4. místě. Hrál celkem dvacetkrát ve finále turnajů ATP, a osm z nich vyhrál.

## Finálové účasti na turnajích Grand Slamu (2)

### Prohry (2)
| Rok  | Turnaj          | Vítěz        | Výsledek                          |
| 1997 | Australian Open | Pete Sampras | 6–7(4–7), 4–6, 4–6                |
| 1999 | US Open         | Andre Agassi | 4–6, 7–6(7–5), 7–6(7–2), 3–6, 2–6 |

## Finálové účasti na turnajích ATP Tour (20)

### Dvouhra: 20 (8–12)

#### Vítěz (8)

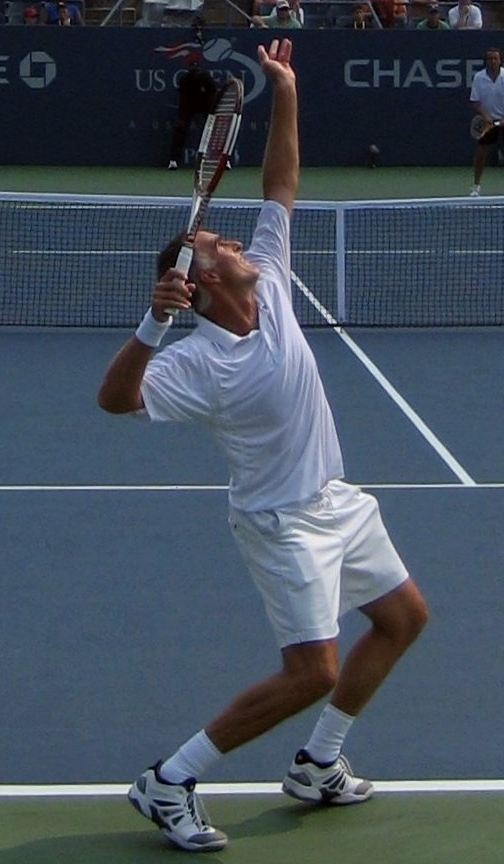
Todd Martina na US Open 2006

| Č. | Datum             | Turnaj                                  | Povrch | Soupeř ve finále    | Výsledek           |
| 1. | 17. květen 1993   | Coral Springs, USA                      | antuka | David Wheaton       | 6–3, 6–4           |
| 2. | 14. únor 1994     | Memphis, USA                            | tvrdý  | Brad Gilbert        | 6–4, 7–5           |
| 3. | 13. červen 1994   | Londýn Queen's Club, Spojené království | tráva  | Pete Sampras        | 7–6(7–4), 7–6(7–4) |
| 4. | 20. únor 1995     | Memphis USA                             | tvrdý  | Paul Haarhuis       | 7–6(7–2), 6–4      |
| 5. | 15. leden 1996    | Sydney, Austrálie                       | tvrdý  | Goran Ivanišević    | 5–7, 6–3, 6–4      |
| 6. | 20. duben 1998    | Barcelona, Španělsko                    | antuka | Alberto Berasategui | 6–2, 1–6, 6–3, 6–2 |
| 7. | 16. listopad 1998 | Stockholm, Švédsko                      | hard   | Thomas Johansson    | 6–3, 6–4, 6–4      |
| 8. | J18. leden 1999   | Sydney, Austrálie                       | tvrdý  | Àlex Corretja       | 6–3, 7–6(7–5)      |